# Pakila (Myrskylä)
Pakila – wieś w Finlandii, w rejonie Uusimaa, w gminie Myrskylä.